# Cantó de L'Isle-Jourdain
|  | Per a altres significats, vegeu «cantó de L’Isle-Jourdain (Gèrs)». |

L'Isle-Jourdain és un cantó francès al districte de Montmorillon del departament de la Viena. Agrupa deu comuns i el cap és L'Isle-Jourdain. El cantó fou creat el 1790.

## Organització
Des de la reorganització cantonal del 2015 en formen part els següents comuns:
- Adriers
- Asnieras de Blor
- L'Isle-Jourdain
- Luchapt
- Milhac
- Moussac
- Moterra de Blorda
- Nérignac
- Queaux
- Le Vigeant

Anteriorment a aquesta reorganització, junt als deu anteriors, també en formaven part els comuns de Beaupuy, Castillon-Savès, Giscaro i Razengues.
| Data d'elecció                           | Identitat          | Partit        | Qualitat |
| ---------------------------------------- | ------------------ | ------------- | -------- |
| 1951-1964                                | M. Pissard         | Divers droite |          |
| 1964-1970                                | Paul Guilbard      | UDR           |          |
| 1970-1994                                | André Rideau       | PCF           |          |
| 1994-                                    | Jean-Claude Cubaud | PS            |          |
| les dades anteriors no són pas conegudes |                    |               |          |
|                                          |                    |               |          |

| A partir de 1990: població sense dobles comptes |